# Wanderer W10
La Wanderer W10 è un'autovettura di fascia media prodotta dalla Casa tedesca Wanderer dal 1926 al 1932.

## Caratteristiche
La W10 fu introdotta nel 1926 per sostituire la W9 nel segmento delle vetture di fascia media. La carriera della W10 si articolò in tre fasi, durante ciascuna delle quali fu commercializzato un modello ben specifico della gamma W10.

Il primo di questi modelli fu la W10/I, equipaggiata con un motore a 4 cilindri da 1551 cm³ di cilindrata (alesaggio e corsa: 67x110 mm) ed in grado di erogare fino a 30 CV di potenza massima a 2800 giri/min. Per quanto riguarda il telaio, la vettura montava delle classiche sospensioni ad assale rigido con molle a balestra semiellittica. L'impianto frenante era a tamburi sulle quattro ruote con comando meccanico, mentre il cambio era a 3 marce con frizione multidisco a secco.

La W10/I poteva raggiungere una velocità massima di 85 km/h ed era disponibile in due varianti di carrozzeria: torpedo e limousine. Fu posta all'inizio della sua carriera a prezzi compresi tra i 7000 e gli 8000 RM a seconda della carrozzeria. Fu tuttavia possibile ottenere anche il solo autotelaio nudo da far carrozzare a seconda dei gusti del cliente. Tra i carrozzieri che "vestirono" la W10/I vi furono Weymann, Gläser e Lindner.
Nell'autunno del 1927 la W10/I fu affiancata dalla W10/II, che differiva per il motore, la cui cilindrata fu portata a 1940 cm³ (alesaggio e corsa: 72x120 mm), con la potenza massima che crebbe fino a 40 CV a 2800 giri/min. Anche le prestazioni salirono e la velocità massima raggiunse così i 95 km/h. A partire dal 1928 il ventaglio di carrozzerie proposte dalla Casa di Chemnitz si allargò con l'arrivo di una inedita torpedo a due posti. Contemporaneamente la W10/I fu tolta di produzione, lasciando in listino solo la versione più potente. L'evoluzione da W10/I a W10/II stava a significare la scalata verso segmenti di mercato più alti ed esclusivi. Ma l'avvento della crisi economica del 1929 ridimensionò le ambizioni della Wanderer ed anzi pose quest'ultima in difficoltà finanziarie che poterono essere risolte solo tre anni dopo, con l'aggregazione nel colosso sassone della Auto Union.
Nel frattempo, la W10/II dovette essere sostituita da un modello più economico: alla fine del 1929 questa fu tolta dai listini e rimpiazzata all'inizio del 1930 dalla W10/IV, la quale ripropose un motore da 1.6 litri. Non si trattava però dello stesso motore della W10/I, bensì di una variante a corsa corta (scesa da 120 a 96 mm) del motore della W10/II. In questo caso, quindi, la cilindrata fu di 1563 cm³, mentre la potenza massima tornò a 30 CV. Anche il cambio, sempre a 3 marce fu del tutto nuovo, poiché venne fornito dalla ZF. Le carrozzerie disponibili furono due, ossia limousine e cabriolet: la torpedo, oramai decisamente superata, fu soppressa.
La W10/IV fu l'ultimo modello della gamma W10: la sua produzione terminò nel 1932 per essere sostituita dalla W15, un modello transitorio che fece da ponte tra la gamma W10 ed il modello W17.